# 低株鹅观草
低株鹅观草（学名：Roegneria jacquemontii）为禾本科鹅观草属下的一个种。

## 扩展阅读
- 維基物種上的相關：低株鹅观草